# MC Mazique
MC Mazique (* 2. März 1975 in Brooklyn) ist ein ehemaliger US-amerikanischer Basketballspieler.

## Laufbahn
Der 2,06 Meter große Innenspieler war von 1995 bis 1999 Mitglied der Hochschulmannschaft der University of Alabama. Nach drei Spieljahren, in denen er wenig in Erscheinung trat, war Mazique in der Saison 1998/99 Leistungsträger, erzielte pro Begegnung 9,4 Punkte sowie 6,8 Rebounds.
Der US-Amerikaner begann seine Laufbahn als Berufsbasketballspieler in der Saison 1999/2000 bei KK Zagreb in Kroatien, erzielte für die Mannschaft im europäischen Vereinswettbewerb Korać-Cup 12,4 Punkte und 6,8 Rebounds je Begegnung. In der Sommerpause 2000 wechselte der insbesondere für seine Stärken beim Kampf um die Rebounds bekannte Mazique zu den Telekom Baskets Bonn in die deutsche Basketball-Bundesliga. In 19 Bundesliga-Spielen für Bonn brachte er es auf durchschnittlich 16,5 Punkte und 7,8 Rebounds je Einsatz, zusätzlich war er mit den Rheinländern im Europapokal Saporta-Cup gefordert, hier erzielte Mazique Mittelwerte von 17,4 Punkten und 6,4 Rebounds je Partie. Allerdings wurde er in Bonn im März 2001 entlassen, weil er mehrere Male seine Teilnahme an Ausdauereinheiten verweigert hatte. Nach der Trennung von den Bonnern spielte er in der Saison 2000/01 noch kurz für den französischen Erstligisten Pau-Orthez (3 Ligaspiele: 10 Punkte, 5 Rebounds/Partie).
Mazique ging in Italiens Serie A, er spielte 2001/02 bei Coop Nordest Trieste, in 42 Ligaspielen erreichte er im Schnitt 15,1 Punkte sowie 7,1 Rebounds. In der Spielzeit 2002/03 stand der Amerikaner kurz bei CB Granada in der höchsten Liga Spaniens, Liga ACB, unter Vertrag (3 Spiele: 1 Punkt, 3,7 Rebounds/Begegnung), Anfang November 2002 holte ihn Trainer Peter Schomers zu EnBW Ludwigsburg und damit in die Bundesliga zurück. Er stand für Ludwigsburg in 19 Bundesliga-Spielen auf dem Feld und erreichte 14,8 Punkte sowie 6,7 Rebounds pro Partie. Wie in Bonn endete auch sein zweites Bundesliga-Jahr vorzeitig, als Mazique Ende April 2003 um die Vertragsauflösung bat, um aus persönlichen Gründen in sein Heimatland zurückzukehren.
Zur Saison 2003/04 schloss sich Mazique dem italienischen Zweitligisten Carife Ferrara an. Seine Laufbahn setzte er hernach in der Türkei fort, bestritt zu Beginn des Spieljahres 2004/05 fünf Ligaspiele für den Erstligisten Türk Telekom (6 Punkte, 3,4 Rebounds/Spiel), ehe es zur Trennung kam. Im weiteren Verlauf der Saison 2004/05 spielte Mazique erstmals in Asien, beim südkoreanischen Klub Daegu Orions.
Das Spieljahr 2005/06 begann für ihn bei Aveiro Basket in Portugal, wo er mit 23,3 Punkten und 7 Rebounds je Begegnung hohe statistische Werte verbuchte. Schon im November 2005 verließ er die Mannschaft und nahm ein Angebot von Étendard de Brest, damals Tabellenletzter der ersten französischen Liga, an. Mazique bestritt zwei Ligaspiele für Brest, erzielte im Durchschnitt 19,5 Punkte und 12,5 Rebounds je Begegnung, nutzte aber noch im November 2005 eine Vertragsklausel, um die Zusammenarbeit wieder zu beenden und innerhalb der Liga zu Cholet Basket zu wechseln. Dort blieb er bis zum Ende der Saison 2005/06.
Zur Saison 2006/07 ging Mazique zu Ovarense nach Portugal, Anfang Oktober 2006 wechselte er zu Aguas de Calpe nach Spanien. Beim Drittligisten blieb er bis Ende Dezember 2006 und stand in dieser Zeit in 16 Ligaspielen auf dem Feld (12,6 Punkte, 7,9 Rebounds/Einsatz). Maziques letzter Verein als Berufsbasketballspieler wurde 2007/08 der finnische Erstligist Tampereen Pyrintö, für den er in 29 Ligaeinsätzen im Schnitt 13 Punkte und 7 Rebounds erzielte.